# Dicheniotes acclivis
Dicheniotes acclivis är en tvåvingeart som beskrevs av Munro 1947. Dicheniotes acclivis ingår i släktet Dicheniotes och familjen borrflugor.
Artens utbredningsområde är Uganda. Inga underarter finns listade i Catalogue of Life.